# توم هيكس
توم هيكس (28 أغسطس 1979 في المملكة المتحدة - ) (بالإنجليزية: Tom Hicks)‏ هو لاعب كريكت بريطاني. شارك مع منتخب إنجلترا للكريكت.

## وصلات خارجية
- توم هيكس على موقع إي آس بي آن كريك إنفو (الإنجليزية)